# Kristian Joensen
Kristian Joensen (Runavík, 21 dicembre 1992) è un calciatore faroese, portiere del NSÍ Runavík.